# Inndyr
Inndyr est une localité du comté de Nordland, en Norvège.

## Géographie
Administrativement, Inndyr fait partie de la kommune de Gildeskål.